# Josef Lutz (Politiker, 1912)
Josef Lutz (* 15. Oktober 1912 in Elversberg; † 12. Januar 1963) war ein deutscher Politiker der SPD.
Nach dem Ablegen der kaufmännischen Lehre wurde Lutz zum Sparkassenamtmann in St. Ingbert ernannt. Nachdem er 1957 auf der saarländischen Landesliste der SPD erfolglos für den Bundestag kandidierte, zog er nach der Landtagswahl 1960 in den saarländischen Landtag ein. Dort war er bis zu seinem Tode Abgeordneter sowie Vorsitzender des Ausschusses für Geschäftsordnung und Immunität.